# Humienniki (obwód żytomierski)
Humienniki (ukr. Гуменники) – wieś na Ukrainie w rejonie korosteszowskim obwodu żytomierskiego.